# Euptychia freemani
Euptychia freemani är en fjärilsart som beskrevs av Don B. Stallings och Turner 1947. Euptychia freemani ingår i släktet Euptychia och familjen praktfjärilar. Inga underarter finns listade i Catalogue of Life.